# Felsen von Gibraltar
Der Felsen von Gibraltar (engl. Rock of Gibraltar, lat. Calpe, span. Peñón de Gibraltar, arabisch جبل طارق, DMG Ǧabal aṭ-Ṭāriq) ist ein monolithischer Kalksteinfelsen, der den größten Teil der Halbinsel Gibraltar an der Südwestspitze Europas umfasst. Er gilt als einer der berühmtesten Felsen der Welt und ist eine Touristenattraktion des Stadtstaates Gibraltar, der zu den Britischen Überseegebieten zählt. Der größte Teil des Felsens ist Naturschutzgebiet (auch als Upper Rock bezeichnet) und Lebensraum von über 250 Berberaffen. Diese sowie die in den Felsen gegrabenen Verteidigungstunnel ziehen viele Touristen an. 
Der Felsen von Gibraltar ist eine der Säulen des Herakles, auf denen gemäß altertümlichem Weltbild das Himmelszelt ruht. Die beiden Säulen (die andere war Monte Hacho oder Dschebel Musa auf der Südseite der Straße von Gibraltar), markierten das Ende der bekannten Welt.

## Geologie
Der Felsen von Gibraltar ist eine monolithische Landspitze. Er ist ein stark erodierter Ausläufer einer invertierten Faltung. Die Sedimente, die den Felsen von Gibraltar ausmachen, liegen stratigraphisch verkehrt herum, also die ältesten Gesteinsschichten zuoberst. Diese Schichten sind der  Catalan-Bay-Schiefer (nach der kleinen Fischersiedlung am dünnbesiedelten Ostufer Gibraltars) als jüngste Schicht, dann der Gibraltar-Kalkstein und der älteste Schiefer, Little Bay. Das Alter des ebenfalls gefundenen Dockyard-Schiefers ist unbekannt. Die Schichten sind klar erkennbar verworfen und deformiert.
Der Catalan-Bay-Schiefer besteht vorwiegend aus Schiefer, enthält aber auch Sandstein und Kalkstein. Man findet darin auch Ammoniten aus dem Jura. Der Gibraltar-Kalkstein besteht aus grau-weißem bis bleich-grauem Kalkstein und Dolomit. Er macht etwa Dreiviertel des Felsens aus. Geologen haben darin verschiedene, aber schlecht erhaltene und stark verwitterte marine Fossilien gefunden. Diese Fossilien deuten auf eine Entstehungszeit um den frühen Jura hin. Die Little Bay und Dockyard-Formationen machen nur einen kleinen Teil des Felsens aus. Erstere ist blau-grauer Schiefer ohne Fossilieneinschlüsse, unterbrochen von dünnen Schichten anderer Gesteinsarten. Der Dockyard-Schiefer ist weitgehend unbeschrieben, da er unter anderen Schichten verborgen liegt.
Die Schichten, die den Felsen von Gibraltar ausmachen, wurden im frühen Jura gebildet, zirka 175–200 Millionen Jahre vor unserer Zeit, als die Afrikanische Platte mit der Eurasischen Platte kollidierte. Das Mittelmeer wurde zu einem See und trocknete im Verlauf der Messinischen Salinitätskrise aus, bis vor etwa fünf bis sechs Millionen Jahren die Straße von Gibraltar durchbrach und das heutige Mittelmeer entstand. Der Felsen von Gibraltar gehört zu den Betischen Kordilleren, einem Gebirgszug, der den Süden der Iberischen Halbinsel dominiert. 

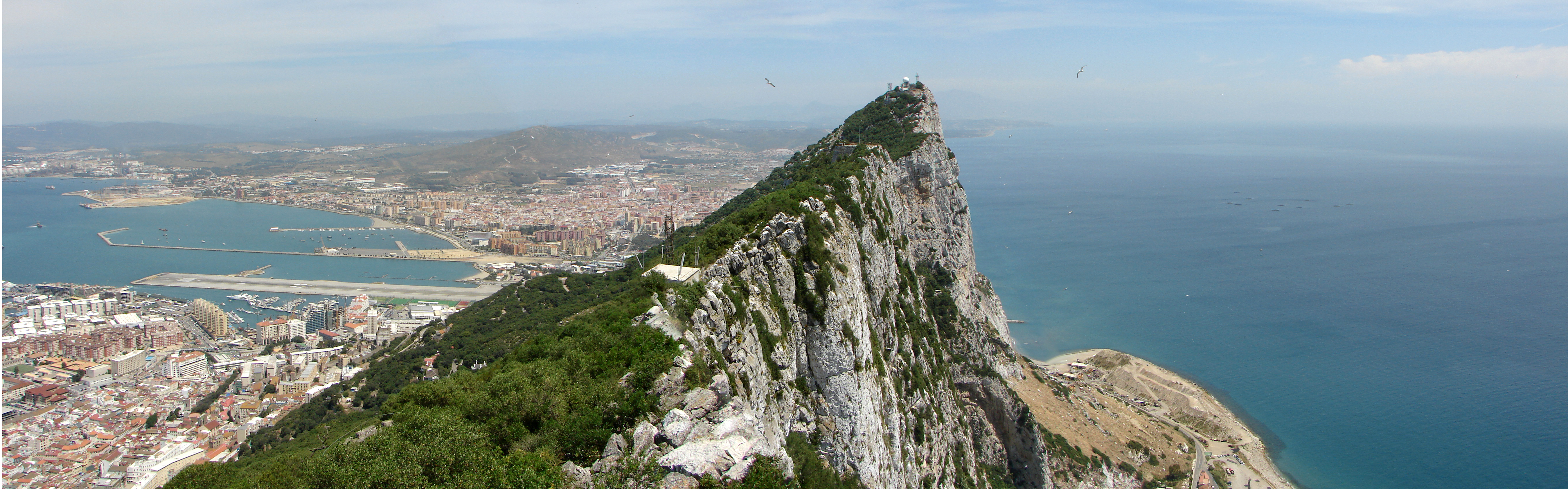
Panoramablick über den Felsen von Gibraltar

Heute bildet der Felsen von Gibraltar eine Halbinsel, die sich in die gleichnamige Meerenge erstreckt. Die Halbinsel ist über einen dünnen Tombolo mit dem spanischen Festland verbunden. Am Nordende erhebt sich der Felsen beinahe senkrecht von Meereshöhe auf 411,5 m zur sogenannten Rock Gun Battery, eine der vielen Befestigungsanlagen auf Gibraltar. Der höchste Punkt des Felsens liegt 426 m über Meer, bei der O'Hara's Battery am Südende. 

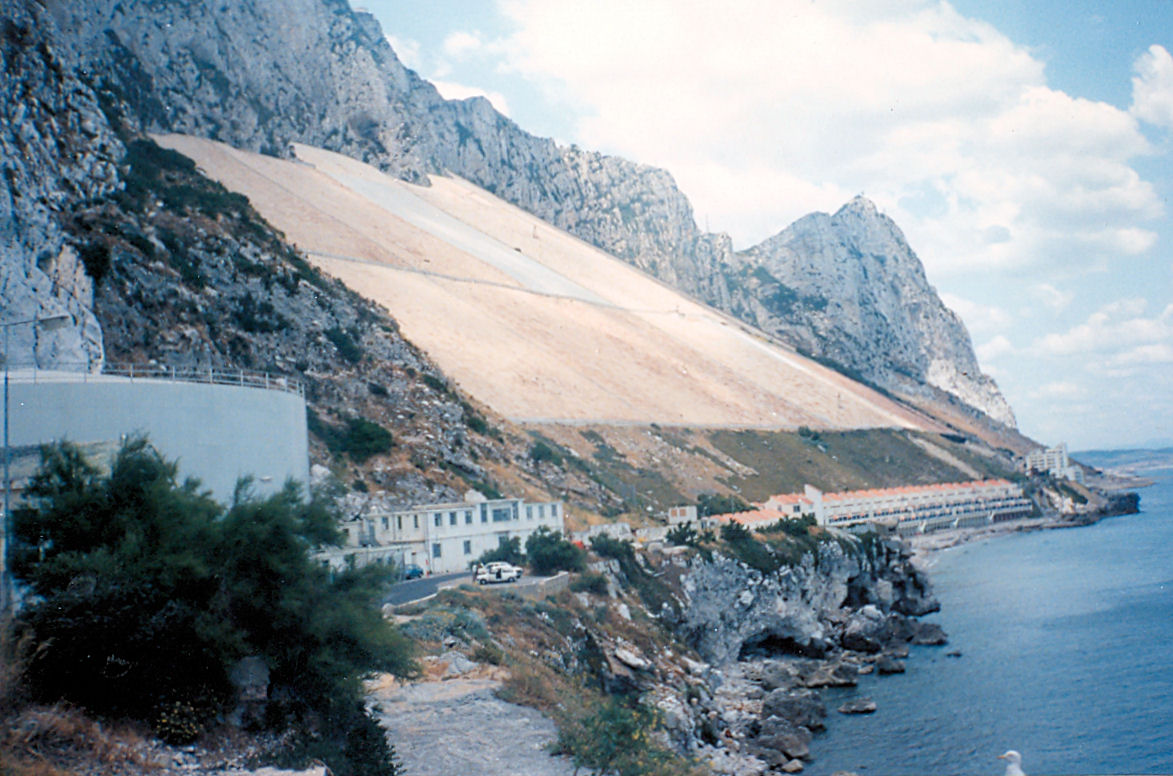
Ansicht der Ostseite des Felsens

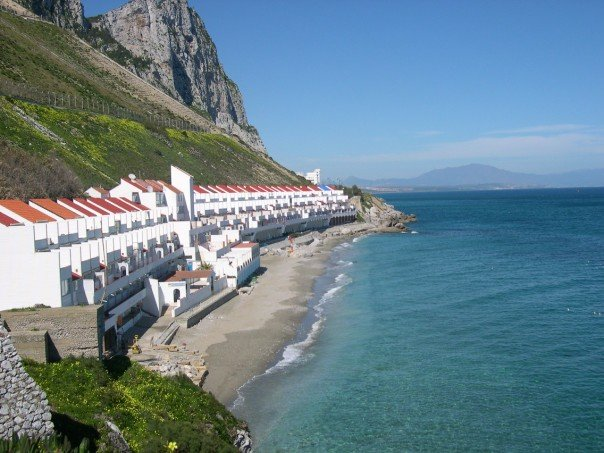
Sandy Bay, Gibraltar

Der Osthang des Felsens ist steil und sandig. Die spärliche Vegetation in diesem Gebiet erinnert an eine Wüste. Dass diese steil abfallende Sanddüne bis 2001 mit Wasserauffangrinnen zur Gewinnung von Trinkwasser verbaut war, erkennt man heute nicht mehr. Diese, seit 1898 in mehreren Stufen erweiterten Auffangbecken umfassten bis 1961 140.000 m2. Das Wasser selbst wurde in großen Kavernen im Inneren des Felsens gelagert. Seit 2001 wurde diese Regenwasserfanganlage von der Gibraltar Ornithological and Natural History Society abgebrochen und die ursprüngliche Vegetation wiederhergestellt. Auf dieser dünnbesiedelten Ostseite finden sich die Orte Sandy Bay und Catalan Bay. Die Sir Herbert Miles Road führt auf dieser Seite des Felsens von Nord nach Süd.

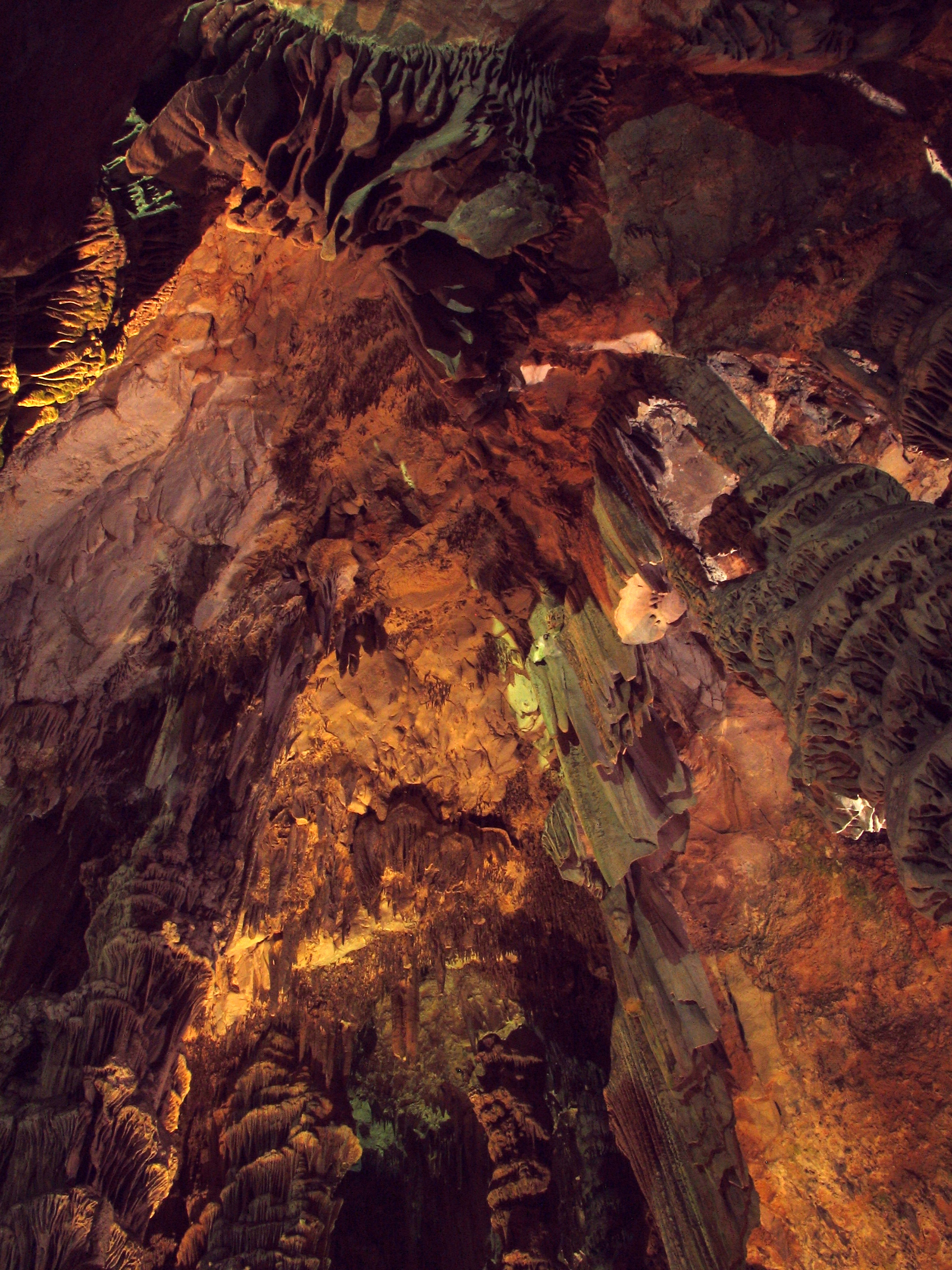
St. Michael’s Cave, auf der Ostseite der Insel

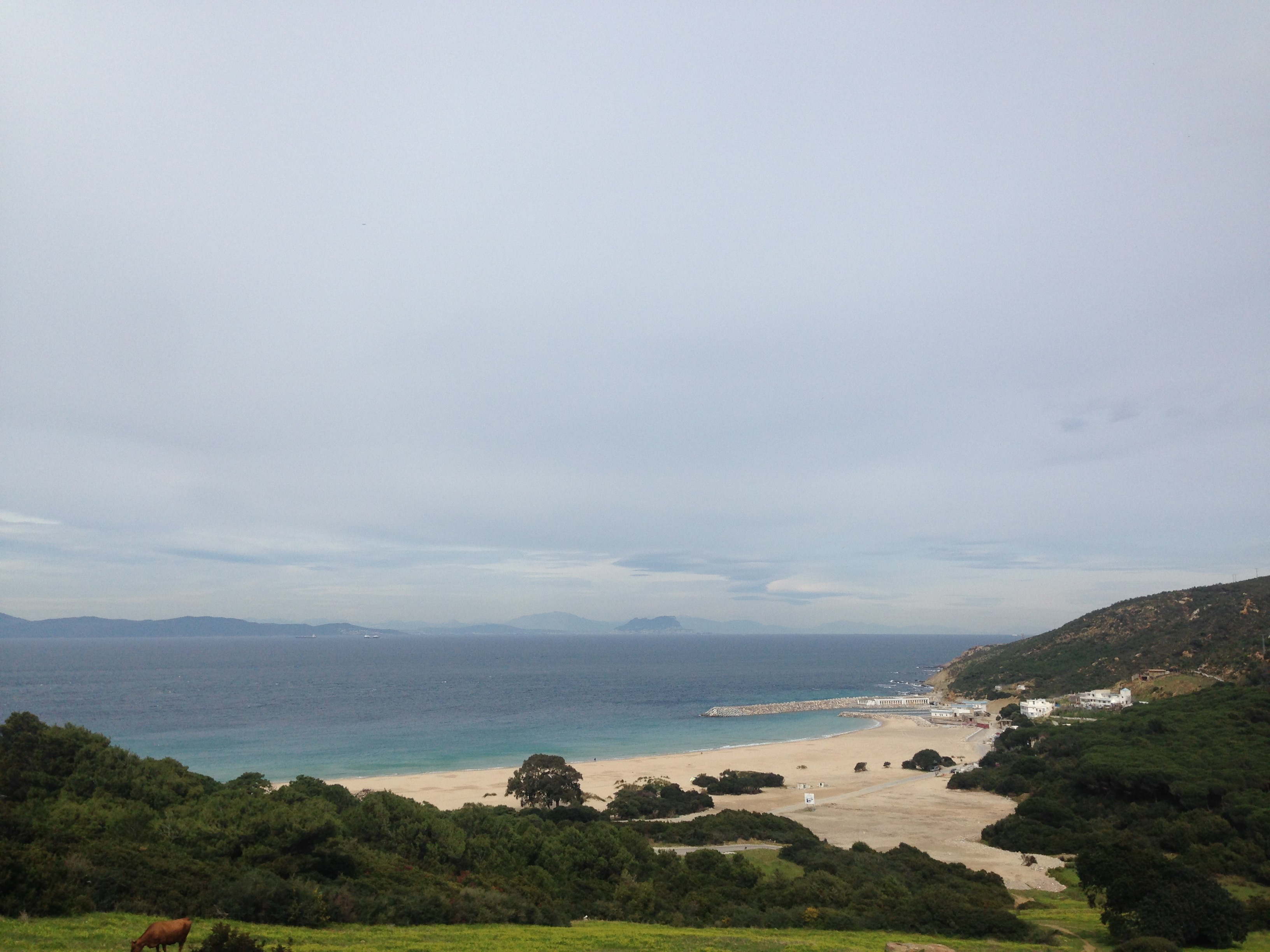
Blick aus Nordafrika (Marokko) mit Fels in der Mitte der Küstenlinie (2016)

Ganz anders präsentiert sich die West- und Südseite des Felsens. Der Felsen ist deutlich flacher abfallend, an seinem Fuß liegt westlich die Stadt Gibraltar, im Süden Europa Point. Die Vegetation des Felsens ist hier sehr üppig und dicht. Kalk, aus dem der Felsen von Gibraltar besteht, zersetzt sich mit der Zeit durch Erosion. Daher finden sich hier über hundert Höhlen. St. Michael’s Cave, etwa auf halber Höhe, ist die berühmteste von ihnen mit jährlich fast einer Million Besucher. Eine weitere bekannte Höhle ist die Gorham-Höhle am Südostende. Archäologische Funde belegen, dass in ihr bereits Neandertaler gelebt haben müssen.

## Befestigungsanlagen

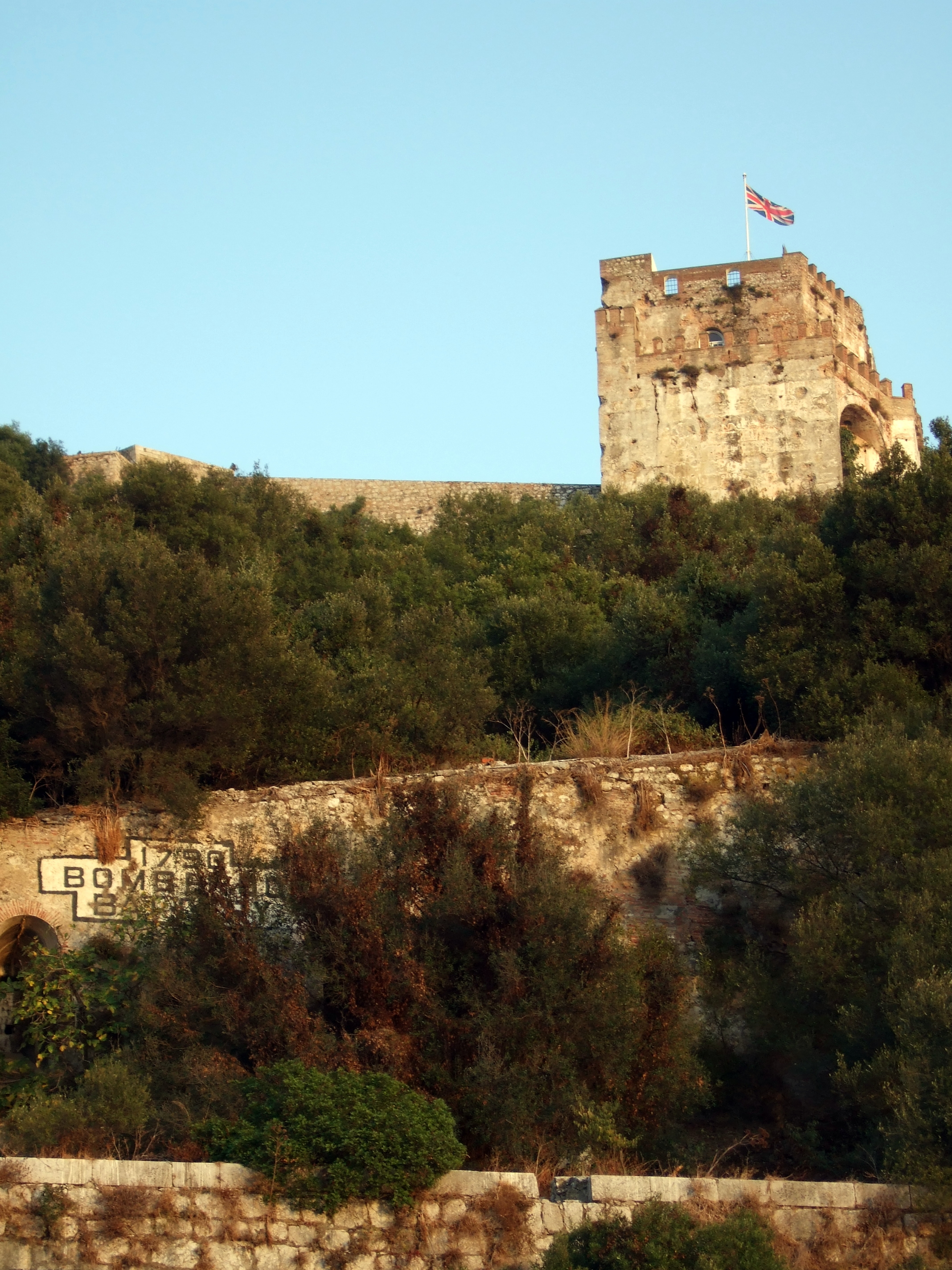
Die Maurische Burg auf Gibraltar.

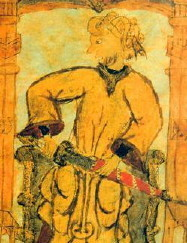
Tariq ibn Ziyad, der Eroberer von Spanien

Der Felsen von Gibraltar ist mit diversen Verteidigungsanlagen über- und durchsetzt. 

### Die Maurische Burg
Die Maurische Burg (englisch: Moorish Castle) ist ein Relikt aus der Zeit, als Gibraltar von den Mauren besetzt war. Sie wurde 711 von Tariq ibn Ziyad, einem Kriegsherrn der Berber, errichtet. Er war als erster Muslim auf Gibraltar gelandet, weshalb der Felsen im Arabischen noch immer seinen Namen trägt, Dschabal at-Tariq, „Fels des Tariq“. 
Von der Maurischen Burg ist hauptsächlich noch der Tower of Homage (Etwa: Turm der Ehre/Huld) erkennbar. Er ist ein Bau aus massiven Ziegeln und hartem Zement. Im oberen Teil des Turms finden sich die Wohnräume der ehemaligen Besatzung und ein Maurisches Bad. 

### Die Mauer Karls V.

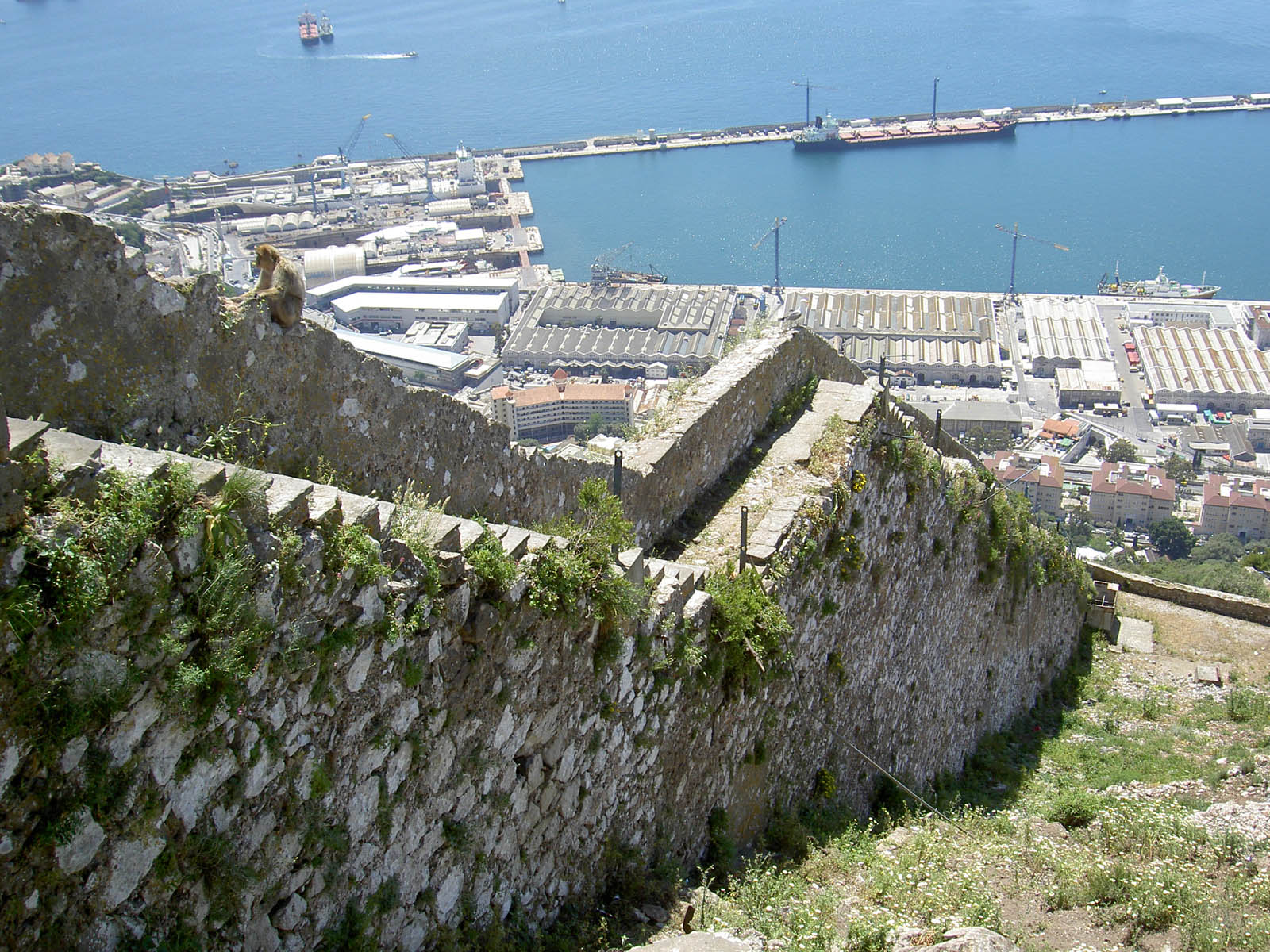
Die Mauer Karls V.

Die Mauer Karls V. wurde 1552 etwa in der Mitte der Halbinsel errichtet. Der noch erhaltene Teil beginnt etwas über dem Fuß des Felsens und führt bis zum Kamm. 2008 wurde auf dieser Mauer ein Fußweg eröffnet, der es ermöglicht, praktisch in der Direttissima den Felsen zu ersteigen. 

### Die Galerien

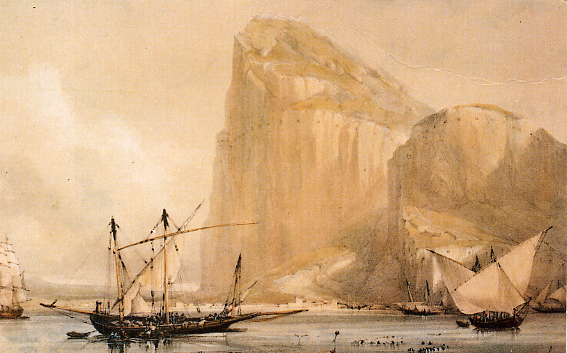
Die Nordflanke des Felsens, vom Wasser aus gesehen, um 1810. Deutlich sind im oberen Teil die Schießscharten zu erkennen.

Wie bereits erwähnt, ist der Felsen von zahlreichen Tunneln und Galerien durchzogen. An der Nordflanke finden sich die Galleries, auch Great Siege Tunnels genannt (etwa: Tunnel der großen Belagerung). Sie wurden gegen Ende der Großen Belagerung Gibraltars 1779–1783 unter George Augustus Eliott, 1. Baron Heathfield errichtet, der die Verteidiger kommandierte. Obwohl zunächst nicht so geplant, wurden in den gegrabenen Verbindungstunnel zu einer vorgelagerten Stellung auf der Nordseite, Lüftungsöffnungen geschlagen. Diese wurden sofort auch mit Kanonen ausgestattet. 
1797, nach der Belagerung (in der die Verteidiger standhalten konnten), wurden weitere solche Tunnel gegraben. Sie sind heute eine Touristenattraktion und bieten eine ungewöhnliche Aussicht über die Bucht von Gibraltar und Südspanien.

### Zweiter Weltkrieg
Als der Zweite Weltkrieg ausbrach, wurden alle Zivilisten nach Marokko, dem Vereinigten Königreich, Jamaika und Madeira evakuiert, so dass das Militär freie Hand hatte, Gibraltar gegen einen eventuellen Einfall der Deutschen zu befestigen. 1942 waren über 30.000 britische Soldaten, Seeleute und Piloten auf Gibraltar stationiert. Sie erweiterten das Tunnelsystem und machten den Felsen damit zu einem Pfeiler der Verteidigung der Schifffahrtsrouten ins Mittelmeer. 
Diverse Befestigungsanlagen sind noch heute auf dem ganzen Felsen zu entdecken, viele davon wegen mangelnden Unterhalts weitgehend zerstört.

### Unbesiegbarkeit
Trotz langer Belagerungen ist Gibraltar seit dem Mittelalter nicht mehr gefallen. Ein englisches Sprichwort lautet solid as the Rock of Gibraltar und bezeichnet einen Umstand oder eine Person, die trotz widriger Umstände nicht untergeht. Das Motto Gibraltars lautet Nulli Expugnabilis Hosti (lat.: Für keinen Feind bezwingbar / Für keinen Feind zu erobern).

## Upper Rock Nature Reserve

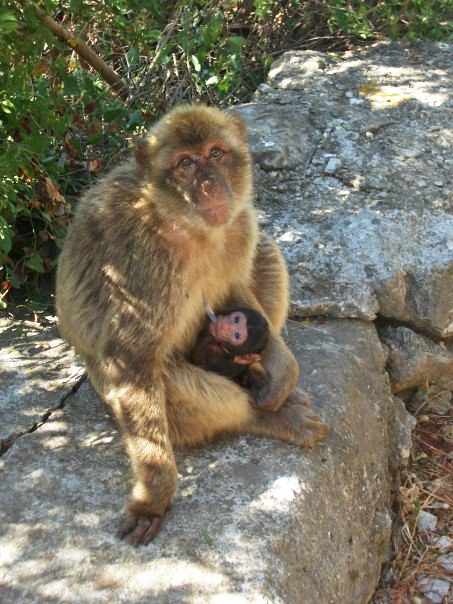
Weiblicher Berberaffe beim Säugen

1993 wurden gut 40 % der Landfläche Gibraltars zum Naturschutzgebiet erklärt. Dies ist praktisch der ganze Felsen. Das IUCN listet das Naturschutzgebiet in der Kategorie Ia. Besonders die Westflanke des Felsens ist ökologisch bedeutsam. Als Besonderheit gelten die Berberaffen, die auf dem Felsen leben. Sie sind die einzigen wildlebenden nichtmenschlichen Affen in Europa (wenngleich sie heute auch gefüttert werden). Die Herkunft der Affen ist nicht sicher geklärt. Vermutet wird, dass sie während der arabischen Herrschaft in Südspanien (711 bis 1492) eingeführt wurden. Es ist aber auch möglich, dass sie ein Überbleibsel einer Population sind, die im Pliozän Südeuropa bevölkerte.
Wegen des vergleichsweise milden Klimas auf dem Felsen wird er während der Vogelzugzeit von vielen Zugvögeln als Rastplatz verwendet, im Herbst bei der Reise nach Süden, im Frühling nach Norden. 
Auch unter den Pflanzen finden sich einige in Europa nur hier vorkommende Arten, etwa Iberis gibraltarica, eine Schleifenblumenart.